# Os Campeões
Os Campeões ou Campeões (No original: The Champions) é uma equipe fictícia de super-heróis dos quadrinhos do Universo Marvel, da Marvel Comics. O primeiro time com esse nome teve suas aventuras publicadas no período de 1975 a 1978. A equipe mantinha sua sede em Los Angeles, Califórnia e foram os primeiros personagens da Marvel a ter suas aventuras na Costa Oeste dos Estados Unidos, pois naquela época quase todas as aventuras da editora eram ambientadas na cidade de Nova Iorque. Pertenceram à equipe fundadora os seguintes super-heróis: Anjo e Homem de Gelo, ex-X-Men; a Viúva Negra, Johnny Blaze, mais conhecido como o Motoqueiro Fantasma e Hércules. Participaram da série com o grupo os escritores Tony Isabella e Bill Mantlo e os desenhistas Don Heck, George Tuska, Bob Hall e John Byrne. David Anthony Kraft foi citado como o criador do nome da equipe.
A marca foi revivida em 2016 pelo roteirista Mark Waid. Contando com heróis adolescentes, os Campeões enfrentavam problemas sociais e raciais. Os membros iniciais foram Miss Marvel (Kamala Khan), Totalmente Incrível Hulk (Amadeus Cho), Viv Visão e Nova (Sam Alexander), depois recebendo as adições de Homem-Aranha (Miles Morales), um Ciclope adolescente e Coração de Ferro (Riri Williams).

## História da Revista

### Equipe de 1975
Originariamente, o escritor Tony Isabella queria que "Os Campeões" fosse um trio de super-heróis: Anjo, Homem de Gelo e o super-herói Golias Negro (Bill Foster). Porém, com a decisão de dar ao Golias a sua própria revista, ele foi retirado dos planos para a equipe. Então o editor da revista, Len Wein, insistiu que a equipe contasse com cinco participantes e Isabella incluiu os demais heróis que a formariam inicialmente: a espiã russa Viúva Negra (que seria escolhida como a líder), o deus grego Hércules e o vingador sobrenatural Motoqueiro Fantasma (Johnny Blaze). O Capitão Marvel (Mar-Vell), Luke Cage e o Filho de Satã (Daimon Hellstrom) também foram considerados antes da escolha recair sobre o Motoqueiro. Outra heroína russa, a Estrela Negra, após sua relutância em participar de um rapto da Viúva Negra, foi incluída como membro convidado na revista #10. O Golias Negro se tornou membro convidado na revista #11.
A revista não era regular e chegou a ter uma interrupção de três meses entre a revista #1 (outubro de 1975) e a #2 (janeiro de 1976). A revista The Champions teve apenas dezessete números apesar dos desenhos do futuro astro do gênero, o artista John Byrne. O grupo apareceria ainda em Super Villain Team-Up #14, Ghost Rider (vol. 2) #17, Godzilla (vol.1) #3, Iron Man Annual #4, Avengers (vol. 1) #163 e Hulk Annual #7 (1978). A história da dissolução do grupo foi contada em flashback em duas revistas do Homem-Aranha (Peter Parker: The Spectacular Spider-Man, #17-18) . A aventura mostra o aracnídeo ao lado de Anjo e Homem de Gelo contra o vilão Rampage. O grupo se reuniu brevemente em 1998 no anual X-Force/Champions.
Na revista do Hulk (Incredible Hulk #106 (2007)) foi incluído um flashback que mostrou uma luta do gigante verde contra os Campeões. Jennifer Walters (a futura Mulher-Hulk) quase morreu nessa batalha. Hulk a levou para o hospital. Percebendo o engano, os Campeões expressaram remorso, mas Hulk não se importou mais com eles.
Após os eventos da minissérie de 2006 "Guerra Civil", Tony Stark, Reed Richards e Hank Pym, como membros do grupo "A Iniciativa", redistribuíram os heróis pelo país quando então se cogitou de ser formado um novo supergrupo dos Campeões para proteger a Califórnia. A equipe acabou surgindo de fato mas agora é chamada The Order.
A série dos Campeões foi republicada duas vezes em 2006:
- Champions Classic vol. 1. (coleção das revistas The Champions #1-11, 2006, ISBN 0-7851-2097-1)
- Champions Classic vol. 2. (coleção das revistas The Champions #12-17, Iron Man Annual #4, Avengers #163, Super-Villain Team-Up #14 e Peter Parker, the Spectacular Spider-Man #17-18, 2007, ISBN 0-7851-2098-X)

No Brasil, algumas histórias da série original foram publicadas no início dos anos de 1980 na revista "Heróis da TV" da Editora Abril.

### Menções humorísticas
Nos anos que se seguiram ao cancelamento da revista, o time foi citado como piada em várias revistas da Marvel dada a sua curta duração, com alusões ao momento da carreira "em baixa" dos super-heróis participantes. Na revista Uncanny X-Men #332 (1996), Homem de Gelo diz  "você sabe como é difícil encontrar supervilões em Los Angeles?", enquanto em Defenders #135 (setembro de 1984) o Anjo descreve o grupo como "um pesadelo — nós simplesmente não sabíamos o que fazer". Os Campeões também foram citados como um embaraço em New Avengers #4 (2005) quando, após ouvir o Capitão América dizer que tinha uma licença da S.H.I.E.L.D. para recriar Os Campeões, o Homem-Aranha brinca que não havia jeito de o convencer a se juntar a essa equipe. Em Marvel Team-Up (vol. 3) #12, Homem-Aranha refere-se a um novo grupo como uma super equipe como "Os Vingadores ou os Campeões" mas a Miss Marvel rapidamente replica: "nós não somos "Os Campeões".

### Equipe de 2016
O escritor Mark Waid discutia com o editor Tom Brevoort sobre uma mudança de gerações, com jovens proativos enquanto na época deles, crianças apenas esperavam que os adultos resolvessem os problemas. Assim, os Campeões seriam heróis jovens desiludidos com os Vingadores que mostravam suas fraquezas na Guerra Civil II, que liderados por três ex-membros (Miss Marvel, Ultimate Homem-Aranha, e Nova) decidem escolher outro nome, de conotação mais positiva, para distanciar-se deles enquanto resolver problemas do mundo por conta própria.